# Emulgator
Emulgator – związek chemiczny (lub mieszanina),  który umożliwia powstanie emulsji oraz zapewnia jej trwałość. Gromadzi się na powierzchni granicznej, prowadząc do powstania trwałych miceli. Emulgatory można podzielić na cztery grupy: anionowo czynne, kationowo czynne, niejonowe i stałe.
W przemyśle emulgatory mają duże zastosowanie nie tylko w produkcji żywności, ale także np. w górnictwie, produkcji farb, klejów, leków, kosmetyków, materiałów budowlanych, tworzyw sztucznych.